# 不動産・建設経済局
不動産・建設経済局（ふどうさんけんせつけいざいきょく）は、国土交通省の内部部局の一つ。2011年7月に土地・水資源局の土地分野と総合政策局の不動産業・建設産業分野が分離再編され設置された土地・建設産業局を、2020年7月に再編・強化したもの。この改正で総合政策局から「土地の使用及び収用」、都市局から「大深度地下の土地利用」が移管された。

## 所掌事務
建設産業、不動産業などを所掌し、土地政策等を担当している。詳細は国土交通省組織令第6条による。

## 組織
不動産・建設経済局
10課及び参事官1人からなる
- 局長
- 次長[6]
- 官房審議官（土地・建設産業）[7]
  - 官房参事官（土地政策）[7]
  - 総務課[5]
    - 土地収用管理室[8]

  - 国際市場課[5]
  - 情報活用推進課[5]
  - 土地政策課[5]
    - 公共用地室[8]

  - 土地調査課[5]
  - 地価調査課[5]
    - 鑑定評価指導室[8]

  - 地籍整備課[5]
  - 不動産業課[5]
    - 不動産業指導室[8]

  - 不動産市場整備課[5]
    - 不動産投資市場整備室[8]

  - 建設業課[5]
    - 入札制度企画指導室[8]
    - 建設業適正取引推進指導室[8]

  - 建設市場整備課[5]
    - 専門工事業・建設関連業振興室[8]

  - 参事官[5]

## 不動産・建設経済局長
| 代                   | 氏名               | 在任期間                      | 前職                                 | 後職                             |
| 土地・建設産業局長   | 土地・建設産業局長 | 土地・建設産業局長            | 土地・建設産業局長                   | 土地・建設産業局長               |
| -------------------- | ------------------ | ----------------------------- | ------------------------------------ | -------------------------------- |
|                      | 内田要             | 2011年7月1日 - 2012年7月14日  | 国土交通省土地・水資源局長           | 独立行政法人都市再生機構副理事長 |
|                      | 佐々木基           | 2012年7月14日 - 2014年1月28日 | 国土交通省大臣官房建設流通政策審議官 | 国土交通審議官                   |
|                      | 毛利信二           | 2014年1月28日 - 2015年7月31日 | 国土交通省大臣官房総括審議官         | 国土交通省総合政策局長           |
|                      | 谷脇暁             | 2015年7月31日 - 2017年7月7日  | 国土交通省中部地方整備局副局長       | 辞職                             |
|                      | 田村計             | 2017年7月7日 - 2018年7月31日  | 国土交通省大臣官房総括審議官         | 内閣府地方創生推進事務局長       |
|                      | 野村正史           | 2018年7月31日 - 2019年7月9日  | 国土交通省国土政策局長               | 国土交通省大臣官房長             |
|                      | 青木由行           | 2019年7月9日 - 2020年7月1日   | 国土交通省都市局長                   | 国土交通省不動産・建設経済局長   |
| 不動産・建設経済局長 |                    |                               |                                      |                                  |
| 1                    | 青木由行           | 2020年7月1日 - 2021年7月1日   | 国土交通省土地・建設産業局長         | 内閣府地方創生推進事務局長       |
| 2                    | 長橋和久           | 2021年7月1日 - 2023年7月4日   | 国土交通省大臣官房総括審議官         | 国土交通省総合政策局長           |
| 3                    | 塩見英之           | 2023年7月4日 - 2024年7月1日   | 国土交通省住宅局長                   | 国土交通省総合政策局長           |
| 4                    | 平田研             | 2024年7月1日 - 2025年7月1日   | 国土交通省大臣官房総括審議官         | 復興庁統括官                     |
| 5                    | 楠田幹人           | 2025年7月1日 - 現職           | 国土交通省住宅局長                   |                                  |